# Miss México 2023
Miss México 2023 fue la 5.ª edición del certamen Miss México el cual se realizó en el Teatro Morelos de la ciudad de Morelia, Michoacán el sábado 15 de abril de 2023. Treinta y dos candidatas de toda la República Mexicana compitieron por el título nacional, el cual fue ganado por Alejandra Díaz de León de San Luis Potosí quien compitió en Miss Mundo 2023 en India. Díaz de León fue coronada por la Miss México saliente Karolina Vidales, convirtiéndose en la primera potosina en ir a Miss Mundo.
También fueron coronadas en diversas etapas del certamen Vanessa López de Sonora quien compitió en Miss Supranacional 2023 en Polonia logrando colocarse dentro del Top 12 y Vanessa Rodelo de Querétaro quien compitió en Miss Elite 2023 en Egipto. Además, de esta misma generación fue designada Karla Rivas de Sinaloa quien compitió en el Reinado Internacional del Café 2024 en Colombia logrando colocarse como 3.ª Princesa.

## Resultados
| Posición         | Candidata |
| Miss México 2023 | - San Luis Potosí - Alejandra Díaz de León |
| 1.ª Finalista    | - Colima - Sofía Zamora |
| 2.ª Finalista    | - Sinaloa - Karla Rivas |
| 3.ª Finalista    | - Yucatán - Emma Puerto § |
| 4.ª Finalista    | - Nayarit - Mónica Carrillo |
| Top 10           | - Chiapas - Daniela Nucamendi - Ciudad de México - Miranda Huerta - Morelos - Grecia Miranda - Quintana Roo - Scarlett Leines - Tabasco - Emmanuelle Guzmán                    |
| Top 16           | - Chihuahua - Celeste Espinoza - Guanajuato - Janetzy Cuevas - Guerrero - Diana Marín - Michoacán - Alondra Cortés - Tamaulipas - Michelle Kersaint - Tlaxcala - Liliana Silva |

- § Ganadora del Reto Multimedia, con pase directo al cuadro de 16 semifinalistas.

## Áreas de competencia

### Elección de Miss México Elite
En el mes de febrero se lanzó una convocatoria especial para la elección de la primera reina nacional de la generación, mediante votación del público se eligió a las 8 finalistas quienes se enfrentaron a otra serie de votaciones para elegir a 4 finalistas las cuales pasarían a entrevista con un jurado especial quien daría a conocer a la primera finalista y reina nacional de la generación, ya que seguiría participando en la final nacional rumbo a Miss Mundo. 
| Posición               | Candidata |
| Miss México Elite 2023 | - Querétaro - Vanessa Rodelo                                                                                               |
| 1.ª Finalista          | - Guanajuato - Janetzy Cuevas                                                                                              |
| Top 4                  | - Sinaloa - Karla Rivas - Veracruz - Diana García                                                                          |
| Top 8                  | - Baja California Sur - Jennifer González - Nuevo León - Valeria Cázares - Oaxaca - Johana Ortega - Sonora - Vanessa López |

#### Jurado Miss México Elite 2024
- Fernanda Pumar  - Miss Elite 2021
- Evelyn Álvarez - Miss México Elite 2022
- Stefano Douaihy - CEO Miss Elite

### Semifinal: Elección Miss México Supranational
La competencia semifinal y elección de "Miss México Supranational" se realizó en el Teatro Mariano Matamoros de la ciudad de Morelia, Michoacán el viernes 14 de abril, un día antes de la noche final. Previo al final del evento, todas las candidatas compitieron en traje de baño y traje de noche como parte de la selección de las 15 candidatas quienes completarían el top 16 (ya que 1 candidata tendría el pase directo al Top 16 por ganar el reto multimedia). El nombre de las 16 concursantes que formaron parte del Top 16 fue revelado durante el inicio en vivo del evento final. La conducción del evento estuvo a cargo de Lezly Díaz y Alex García.
La ganadora de Miss México Supranational 2023 fue Vanessa López de Sonora quien compitió en Miss Supranacional 2023 en Polonia logrando colocarse dentro del Top 12. El evento fue la 1.ª edición del concurso "Miss México Supranational" como concurso oficial donde de manera individual se elige a la representante de México para Miss Supranacional. La ganadora de este evento no participó en la competencia final. López fue coronada por la Miss México Supranational saliente Regina González, convirtiéndose en la segunda sonorense en ir a Miss Supranacional.
| Posición                       | Candidata |
| Miss México Supranational 2023 | - Sonora - Vanessa López |
| 1.ª Finalista                  | - Nayarit - Mónica Carrillo |
| 2.ª Finalista                  | - Chiapas - Daniela Nucamendi |
| 3.ª Finalista                  | - Tamaulipas - Michelle Kersaint |
| 4.ª Finalista                  | - Coahuila - Sofía de Anda |
| Top 10                         | - Baja California - Valeria Guajardo - Estado de México - Sofía Cancino - Guerrero - Diana Marín - Jalisco - Valeria Martínez - Sinaloa - Karla Rivas |

### Final
La gala final fue transmitida en vivo a través de Youtube desde el Teatro Metropolitan de la Ciudad de México inmediatamente después de finalizada la competencia semifinal. La conducción del evento estuvo a cargo de a cargo de Lezly Díaz y Alex García.
El grupo de 16 semifinalistas se dio a conocer durante la competencia final: 15 seleccionadas por un jurado preliminar, quienes eligieron a las concursantes que más destacaron en las tres áreas de competencia durante la etapa preliminar y 1 ganadora del reto multimedia.
- Las 16 semifinalistas desfilaron en una nueva ronda en traje de baño y vestido de noche, para posterior elegir a las 5 finalistas.
- Las 5 finalistas se sometieron a una pregunta final y posteriormente dieron una última pasarela, donde el panel de jueces consideró la impresión general que dejó cada una de las finalistas para votar y definir posiciones finales.

#### Jurado
- Dr. Jouffroy Maldonado - Director Gloss Dent México
- Jacqueline Aguilera - Miss Mundo 1995
- Dr. Nabani Matus Lerma - Cirujano estético y CEO de Natural Clinical & Spa
- Gerardo Murray Acedo - Director General de Holiday Inn
- Ana Laura Corral - Ex-directora operativa de Nuestra Belleza México
- Vanessa Ponce de León - Miss Mundo 2018 y modelo
- Iván Maya - Representante de los fans de Miss México Organization
- Mariana Macías - Top Model of the World 2023
- Dr. Juan Manuel Chaparro - Cirujano plástico

### Premios Especiales
| Premio                      | Candidata                                  |
| Miss Fotogénica             | - Puebla - Fernanda Cantú                  |
| Miss Simpatía               | - Zacatecas - Amanda Ocampo                |
| Miss Multimedia             | - Yucatán - Emma Puerto                    |
| Belleza con Propósito       | - Colima - Sofía Zamora                    |
| Reto Deportivo              | - Tlaxcala - Liliana Silva                 |
| Reto Belleza de Playa       | - Sonora - Vanessa López                   |
| Reto Talento                | - Sinaloa - Karla Rivas                    |
| Reto Top Model              | - San Luis Potosí - Alejandra Díaz de León |
| Reto Cara a Cara            |                                            |
| Reto Calaveritas Literarias | - Nayarit - Mónica Carrillo                |
| Reto Inglés                 | - Tamaulipas - Michelle Kersaint           |
| Reto Cultura General        | - Sinaloa - Karla Rivas                    |
| Miss Vida                   | - Sonora - Vanessa López                   |
| Reto Carrera 5K             | - Guerrero - Diana Marín                   |

## Candidatas
| Estado              | Candidata                          | Edad | Estatura | Residencia               |
| Aguascalientes      | María Guadalupe Gutiérrez Gallegos | 25   | 1.75     | Aguascalientes           |
| Baja California     | Valeria Alejandra Valdés Guajardo  | 24   | 1.76     | Monterrey                |
| Baja California Sur | Jennifer Janet González Cota       | 25   | 1.67     | San José del Cabo        |
| Campeche            | Elsa Donají Zavala Martínez        | 26   | 1.72     | Querétaro                |
| Chiapas             | Daniela Nucamendi Gutiérrez        | 23   | 1.74     | Comitán                  |
| Chihuahua           | Celeste Espinoza Portillo          | 28   | 1.82     | Parral                   |
| Ciudad de México    | Miranda Huerta Ojeda               | 20   | 1.78     | Ciudad de México         |
| Coahuila            | Sofía de Anda                      | 25   | 1.80     | Monterrey                |
| Colima              | Sofía Zamora Macías                | 26   | 1.68     | Colima                   |
| Durango             | Valeria Antuna Cuevas              | 20   | 1.68     | Durango                  |
| Estado de México    | Frida Sofía Cancino Burgueño       | 23   | 1.70     | Metepec                  |
| Guanajuato          | Blanca Janetzy Cuevas Rodríguez    | 24   | 1.77     | Silao                    |
| Guerrero            | Diana Karen Marín Sandoval         | 21   | 1.69     | Guadalajara              |
| Hidalgo             | Alejandra Suárez Pérez             | 25   | 1.77     | Pachuca                  |
| Jalisco             | Valeria Martínez de la Cruz        | 21   | 1.70     | Jalostotitlán            |
| Michoacán           | Edith Alondra Cortés Cortés        | 26   | 1.72     | Morelia                  |
| Morelos             | Grecia Paulina Miranda Salgado     | 24   | 1.77     | Cuernavaca               |
| Nayarit             | Mónica Lizbeth Carrillo Coronado   | 27   | 1.70     | Acaponeta                |
| Nuevo León          | Valeria Cázares Guzmán             | 24   | 1.80     | San Nicolás de los Garza |
| Oaxaca              | Johana Castro Ortega               | 27   | 1.68     | Matías Romero            |
| Puebla              | Fernanda Gómez Cantú               | 27   | 1.71     | Puebla                   |
| Querétaro           | Fernanda Vanessa Rodelo Mendivi    | 26   | 1.75     | Querétaro                |
| Quintana Roo        | Flor Scarlett Leines Velasco       | 22   | 1.69     | Cancún                   |
| San Luis Potosí     | Alejandra Díaz de León Soler       | 23   | 1.78     | San Luis Potosí          |
| Sinaloa             | Karla Astrid Maraboto Rivas        | 25   | 1.72     | Mazatlán                 |
| Sonora              | Vanessa López Quijada              | 28   | 1.73     | Nogales                  |
| Tabasco             | Emmanuelle Guzmán Torres           | 22   | 1.68     | Villahermosa             |
| Tamaulipas          | Michelle Kersaint Torres Ugarte    | 23   | 1.82     | Tamaulipas               |
| Tlaxcala            | Rosa Liliana Silva Flores          | 26   | 1.70     | Apizaco                  |
| Veracruz            | Diana Karen García Martínez        | 24   | 1.74     | Poza Rica                |
| Yucatán             | Emma Soledad Puerto Arteaga        | 23   | 1.75     | Mérida                   |
| Zacatecas           | Amanda Ocampo Miranda              | 23   | 1.74     | Querétaro                |

## Sobre los Estados en Miss México 2023

### Reemplazos
- Chiapas - Itzel Astudillo renunció a su título estatal y participación en la competencia nacional debido a su embarazo. Fue reemplazada por Daniela Nucamendi.
- Guerrero - Mariana Estrada renunció a su título estatal y participación en la competencia nacional debido a proyectos profesionales. Fue reemplazada por Diana Marín.
- Michoacán - Yuritzi Guerrero renunció a su título estatal y participación en la competencia final justo un día antes de iniciar la concentración debido a problemas de salud. Fue reemplazada por Alondra Cortés.
- Morelos - Mirlet Hernández renunció a su título estatal y participación en la competencia nacional debido a proyectos profesionales. Fue reemplazada por Grecia Miranda.
- Zacatecas - Mariana Lugo renunció a su título estatal y participación en la competencia nacional debido a proyectos profesionales. Fue reemplazada por Amanda Ocampo.

## Crossovers
| Miss Mundo - 2023: San Luis Potosí - Alejandra Díaz de León Miss Supranacional - 2023: Sonora - Vanessa López (Top 12) The Miss Globe - 2019: San Luis Potosí - Alejandra Díaz de León (Ganadora) Miss Elite - 2023: Querétaro - Vanessa Rodelo Top Model of the World - 2024: Morelos - Grecia Miranda (Top 6) Miss Global City - 2025: Quintana Roo - Sofía Zamora (Por Competir) Reina Hispanoamericana - 2014: Sonora - Vanessa López (Virreina) Reinado Internacional del Café - 2024: Sinaloa - Karla Rivas (3.ª Princesa) World Miss University - 2023: Michoacán - Alondra Cortés (No Compitió) Miss Teen Earth - 2014: Nayarit - Mónica Carrillo (Miss Teen-Air) Teen Globe International - 2019: Yucatán - Emma Puerto (Ganadora) Miss México - 2024: Chiapas - Daniela Nucamendi (Top 10) - 2024: Colima - Sofía Zamora (1.ª Finalista) - Representando a Quintana Roo - 2024: Morelos - Grecia Miranda (Miss México Top Model of the World) Miss Universe Mexico - 2025: Durango - Valeria Cuevas (Por Competir) - 2025: San Luis Potosí - Alejandra Díaz de León (Por Competir) Mexicana Universal - 2026: Guanajuato - Janetzy Cuevas (Por Competir) - Representando a Estado de México Nuestra Belleza México - 2016: Chihuahua - Celeste Espinoza - 2013: Sonora - Vanessa López (1.ª Finalista) Miss Earth México - 2019: San Luis Potosí - Alejandra Díaz de León (Miss Earth México-Water) - 2016: Morelos - Grecia Miranda - 2014: Nayarit - Mónica Carrillo (Top 8) Miss F1 de México - 2015: Sonora - Vanessa López Miss Globe México - 2022: Zacatecas - Amanda Ocampo - 2019: Yucatán - Emma Puerto (Teen México) Miss Teen Continental México - 2018: Quintana Roo - Scarlett Leines (Teen México) Miss Mundo Universidad México - 2023: Michoacán - Alondra Cortés (Designada) Teen Universe México - 2017: Tamaulipas - Michelle Kersaint (Top 8) Miss Teen Earth México - 2014: Nayarit - Mónica Carrillo (Designada) Miss Mesoamérica México - 2017: Morelos - Grecia Miranda Miss Playa Mundial México - 2019: Durango - Valeria Cuevas (Ganadora) Miss Beauty México - 2018: Durango - Valeria Cuevas Miss Chiapas - 2023: Chiapas - Daniela Nucamendi (Designada) - 2017: Chiapas - Daniela Nucamendi (1.ª Finalista) Miss Michoacán - 2016: Michoacán - Donají Zavala (Top 5) - 2016: Tlaxcala - Liliana Silva Miss Morelos - 2023: Morelos - Grecia Miranda (Designada) | Miss Nuevo León - 2021: Baja California - Valeria Guajardo (1.ª Finalista) - 2019: Baja California - Valeria Guajardo (Top 5) - 2019: Coahuila - Sofía de Anda (Top 5) Miss Querétaro - 2021: Michoacán - Donají Zavala (2.ª Finalista) - 2021: Zacatecas - Amanda Ocampo (1.ª Finalista) Miss Quintana Roo - 2023: Colima- Sofía Zamora (Designada) Miss Universe Durango - 2025: Durango - Valeria Cuevas (Designada) Miss Universe San Luis Potosí - 2025: San Luis Potosí - Alejandra Díaz de León (Designada) Mexicana Universal Aguascalientes - 2019: Guerrero - Diana Marín (3.ª Finalista) Mexicana Universal Estado de México - 2025: Guanajuato - Janetzy Cuevas (Ganadora) Mexicana Universal Jalisco - 2021: Guerrero - Diana Marín Mexicana Universal Michoacán - 2022: Michoacán - Alondra Cortés (1.ª Finalista) - 2021: Michoacán - Alondra Cortés Mexicana Universal Nayarit - 2017: Nayarit - Mónica Carrillo (1.ª Finalista) Mexicana Universal Oaxaca - 2018: Oaxaca - Johana Ortega Mexicana Universal Veracruz - 2018: Veracruz - Diana García Nuestra Belleza Chihuahua - 2015 Chihuahua - Celeste Espinoza (Ganadora) Nuestra Belleza Sonora - 2013: Sonora - Vanessa López (Ganadora) Miss Earth Hidalgo - 2020: Hidalgo - Alejandra Suárez Miss Earth Morelos - 2016: Morelos - Grecia Miranda (Designada) Miss Earth Nayarit - 2014: Nayarit - Mónica Carrillo (Designada) Miss Earth Nuevo León - 2016: Coahuila - Sofía de Anda (Top 5) Miss Earth Oaxaca - 2020: Oaxaca - Johana Ortega (Miss Earth Oaxaca-Water) Miss Earth San Luis Potosí - 2019: San Luis Potosí - Alejandra Díaz de León (Ganadora) Miss Globe Querétaro - 2022: Zacatecas - Amanda Ocampo (Ganadora) Miss Globe Yucatán - 2019: Yucatán - Emma Puerto (Teen Yucatán) Teen Universe Tamaulipas - 2017: Tamaulipas - Michelle Kersaint (Ganadora) Miss Teen Continental Quintana Roo - 2018: Quintana Roo - Scarlett Leines (Designada) Miss Mesoamérica Morelos - 2017: Morelos - Grecia Miranda (Designada) Miss Playa Mundial Durango - 2019: Durango - Valeria Cuevas (Designada) Miss Beauty Durango - 2018: Durango - Valeria Cuevas (Designada) Embajadora del Orgullo Nayarita - 2014: Nayarit - Mónica Carrillo (Ganadora) Reina de Cristal Chiapas - 2022: Chiapas - Daniela Nucamendi (Ganadora) Reina Comitán - 2018: Chiapas - Daniela Nucamendi (Ganadora) Reina del Carnaval de Mazatlán - 2019: Sinaloa - Karla Rivas (Ganadora) Reina San José del Cabo - 2017: Baja California Sur - Jennifer González (Ganadora) Señorita UJAT - 2019: Tabasco - Emmanuelle Guzmán (Ganadora) |